# Šepšin
Šepšin (izvirno srbsko Шепшин) je naselje v Srbiji, ki upravno spada pod Občino Mladenovac; slednja pa je del Mesta Beograd.

## Demografija
V naselju živi 673 polnoletnih prebivalcev, pri čemer je njihova povprečna starost 41,8 let (41,0 pri moških in 42,7 pri ženskah). Naselje ima 240 gospodinjstev, pri čemer je povprečno število članov na gospodinjstvo 3,56.
To naselje je v glavnem srbsko (glede na popis iz leta 2002), a v času zadnjih treh popisov je opazno zmanjšanje števila prebivalcev.
|  |

| Demografija | Demografija     | Demografija     |
| Leto        | Št. prebivalcev | Št. prebivalcev |
| ----------- | --------------- | --------------- |
|             |                 |                 |
|             |                 |                 |
|             |                 |                 |
|             |                 |                 |
| 1948        | 1214            |                 |
| 1953        | 1248            |                 |
| 1961        | 1247            |                 |
| 1971        | 1114            |                 |
| 1981        | 979             |                 |
| 1991        | 956             | 891             |
| 2002        | 913             | 855             |
|             |                 |                 |

| Etnična sestava po popisu iz leta 2002 | Etnična sestava po popisu iz leta 2002 | Etnična sestava po popisu iz leta 2002 | Etnična sestava po popisu iz leta 2002 | Etnična sestava po popisu iz leta 2002 |
| -------------------------------------- | -------------------------------------- | -------------------------------------- | -------------------------------------- | -------------------------------------- |
| Srbi                                   | Srbi                                   |                                        | 843                                    | 98,59%                                 |
| Črnogorci                              | Črnogorci                              |                                        | 1                                      | 0,11%                                  |
| Hrvati                                 | Hrvati                                 |                                        | 1                                      | 0,11%                                  |
| Neznano                                | Neznano                                |                                        | 6                                      | 0,70%                                  |